# Regions de les Filipines
A les Filipines, les regions (en filipí rehiyon, ISO 3166-2:PH) són divisions administratives que serveixen bàsicament per organitzar les 79 províncies (lalawigan) amb finalitats administratives. La majoria de ministeris ha establert oficines regionals en comptes de fer-ho en cadascuna de les províncies, generalment (però no necessàriament sempre) a la ciutat designada com a capital regional.
Les regions no tenen un govern local autònom, amb l'excepció de la Regió Autònoma del Mindanao Musulmà, que té una assemblea regional electa i un governador. La Regió Administrativa de la Cordillera va ser originalment una regió autònoma (Regió Autònoma de la Cordillera), però el fracàs de dos plebiscits per a la seva creació va portar la Cordillera a ser una regió administrativa de règim comú.

## Història
Les regions es van crear el 24 de setembre de 1972, quan les províncies de les Filipines es van organitzar en 11 regions mitjançant el Decret Presidencial Núm. 1, en el marc del Pla Integral de Reorganització del president Ferdinand Marcos.
Des d'ençà, s'han creat noves regions i hi ha hagut variacions en els límits regionals.
- 7 de juliol de 1975: Creació de la Regió XII i reorganització d'algunes regions de Mindanao.
- 21 d'agost de 1975: Subdivisió de la Regió IX en dues sub-regions: IX-A (Basilan, Sulu i Tawi-tawi) i IX-B (Zamboanga del Nord i Zamboanga del Sud). Petites variacions en algunes regions de Mindanao.
- 7 de novembre de 1975: Creació de la Regió de la Capital Nacional (NCR), a partir de les ciutats de Manila, Caloocan, Pasay i Quezon, i d'alguns municipis de les províncies de Rizal i Bulacan.
- 1 d'agost de 1989: Creació de la Regió Autònoma del Mindanao Musulmà (ARMM). Reunificació de les regions IX-A i IX-B en una de sola: reaparició de la Regió IX.
- 23 d'octubre de 1989: Creació de la Regió Administrativa de la Cordillera (CAR).
- 12 d'octubre de 1990: S'emet una Ordre Executiva per reorganitzar les regions de Mindanao, però aquesta reorganització mai es va portar a terme, possiblement a causa de la manca de fons del govern.
- 23 de febrer de 1995: Creació de la Regió XIII i petites reorganitzacions d'algunes regions de Mindanao.
- 1997: Petites reorganitzacions d'algunes regions de Mindanao.
- 19 de setembre de 2001: Reorganització i canvi de nom de les regions de Mindanao.
- 17 de maig de 2002: Creació de les regions IV-A (CALABARZON) i IV-B (MIMAROPA), a partir de l'antiga Regió IV (Southern Tagalog).
- 23 de maig de 2005: Palawan és transferida de la Regió IV-B a la Regió VI. En conseqüència, la Regió IV-B canvia el seu nom a MIMARO.
- 19 d'agost de 2005: Es desfà el canvi anterior, segons l'Ordre Administrativa Núm. 129.

## Llista de regions
A data d'octubre de 2010, les Filipines estan dividides en 16 regions administratives i 1 regió autònoma. La majoria de les regions estan designades amb un nombre. Aquestes regions estan agrupades en tres grups d'illes: Luzon, Visayas i Mindanao. Les regions CALABARZON, MIMAROPA i SOCCSKSARGEN tenen els noms en majúscula, ja que són acrònims formats a partir de les seves províncies o ciutats.

### Luzon
| Regió                                 | Nom curt          | Capital regional        | Províncies i ciutats autònomes |
| ------------------------------------- | ----------------- | ----------------------- | --- |
| Regió de la Capital Nacional          | NCR; Metro Manila | Manila                  | Caloocan, Las Piñas, Makati, Malabon, Mandaluyong, Manila, Marikina, Muntinlupa, Navotas, Parañaque, Pasay, Pasig City, Pateros, Quezon, San Juan, Taguig, Valenzuela |
| Regió Administrativa de la Cordillera | CAR               | Baguio                  | Abra, Apayao, Baguio, Benguet, Ifugao, Kalinga, Mountain |
| Regió d'Ilocos                        | Regió I           | San Fernando (La Union) | Dagupan, Ilocos Nord, Ilocos Sud, La Union, Pangasinan |
| Vall de Cagayan                       | Regió II          | Tuguegarao              | Batanes, Cagayan, Isabela, Nueva Vizcaya, Quirino, Santiago |
| Luzon Central                         | Regió III         | San Fernando (Pampanga) | Aurora, Bataan, Bulacan, Nueva Ecija, Pampanga, Tarlac, Zambales, Angeles, Olongapo.                                                                                  |
| CALABARZON                            | Regió IV-A        | Calamba                 | Batangas, Cavite, Quezon, Rizal, Laguna, Lucena |
| MIMAROPA                              | Regió IV-B        | Calapan                 | Marinduque, Mindoro Occidental, Mindoro Oriental, Palawan, Romblon, Puerto Princesa                                                                                   |
| Regió de Bicol                        | Regió V           | Legazpi                 | Albay, Camarines Nord, Camarines Sud, Catanduanes, Masbate, Sorsogon, Naga                                                                                            |

### Visayas
| Regió               | Nom curt   | Capital regional | Províncies i ciutats autònomes                                                                   |
| ------------------- | ---------- | ---------------- | ------------------------------------------------------------------------------------------------ |
| Visayas Occidentals | Regió VI   | Iloilo           | Aklan, Antique, Bacolod, Capiz, Guimaras, Iloilo (província), Iloilo (ciutat), Negros Occidental |
| Visayas Centrals    | Regió VII  | Cebu             | Bohol, Cebú (província), Cebu (ciutat), Lapu-Lapu, Mandaue, Negros Oriental, Siquijor            |
| Visayas Orientals   | Regió VIII | Tacloban         | Biliran, Leyte, Leyte Meridional, Ormoc, Samar, Samar Oriental, Samar Septentrional, Tacloban    |

### Mindanao
| Regió                               | Nom curt   | Capital regional | Províncies i ciutats autònomes                                                                       |
| ----------------------------------- | ---------- | ---------------- | --- |
| Península de Zamboanga              | Regió IX   | Pagadian         | Isabela, Zamboanga, Zamboanga del Nord, Zamboanga del Sud, Zamboanga Sibugay                         |
| Mindanao Septentrional              | Regió X    | Cagayan de Oro   | Bukidnon, Cagayan de Oro, Camiguin, Iligan, Lanao del Nord, Misamis Occidental, Misamis Oriental     |
| Regió de Dávao                      | Regió XI   | Dávao            | Dávao, Dávao del Nord, Dávao del Sud, Dávao Oriental, Vall de Compostela                             |
| SOCCSKSARGEN                        | Regió XII  | Koronadal        | Cotabato (província), Cotabato (ciutat), Cotabato del Sud, General Santos, Sarangani, Sultan Kudarat |
| Caraga                              | Regió XIII | Butuan           | Agusan del Nord, Agusan del Sud, Butuan, Surigao del Nord, Surigao del Sud                           |
| Regió Autònoma del Mindanao Musulmà | ARMM       | Cotabato         | Basilan (excepte la ciutat d'Isabela), Lanao del Sud, Maguindanao, Sulu, Tawi-Tawi                   |

## Regions desaparegudes
Les següents regions ja no existeixen pels motius explicats a continuació:
- Tagàlog Meridional (Regió IV), dividida en CALABARZON (Regió IV-A) i MIMAROPA (Regió IV-B)
- Mindanao Occidental, actualment Península de Zamboanga (Regió IX)
- Mindanao Central, actualment SOCCSKSARGEN (Regió XII)
- Mindanao Meridional, actualment Regió de Dávao (Regió XI)